# Klaha
Klaha, pseudonimo di Haruna Masaki (春名 真樹?, Masaki Haruna; Osaka, 3 maggio ...), è un cantante e compositore giapponese.
È stato inoltre uno dei fondatori dei Pride of Mind, un gruppo musicale new wave/dark wave attivo dal 1992 al 1996 e il cantante dei Malice Mizer dal 2000 al 2001.

## Biografia

### Pride of Mind
Nel 1992 Klaha fondò i Pride of Mind. Essi pubblicarono quattro demo, apparse all'"Image Sonic -society market 02-", pubblicato dalla Song Bird Label il 29 agosto 1994, contenente 2 canzoni dei Pride of Mind: "The sky was blue" e "Hikari no naka de" (光の中で). Esso contiene anche due canzoni degli Ér, il cui cantante Hinao si occupò dei cori nell'album "Systems of Romance". Nel novembre 1995 l'album "System of Romance", contenente 10 brani, fu distribuito dalla Song Bird Label. Comunque nel 1996 apparve la quarta demo intitolata "Revival demo tape".

### Malice Mizer
Dopo aver lasciato i Pride of Mind, egli riapparve sotto il nome di "Klaha" nel 2000 come cantante di supporto per l'ultimo album dei  Malice Mizer, Bara no seidō. Il gruppo era in una fase difficile dopo l'abbandono del cantante Gackt e la morte del batterista Kami. Nonostante Klaha registrò la voce per il singolo Shiroi hada ni kurū ai to kanashimi no Rondo, non apparve in nessun materiale promozionale e non fu presentato ufficialmente fino al live di 2 giorni al Nippon Budokan.
Klaha partecipò anche al film muto di vampiri Bara no konrei interpretato dai componenti dei Malice Mizer nel ruolo di Jonathan Harker.

### Carriera solista
Dopo che i Malice Mizer andarono in una pausa indefinita l'11 dicembre 2001, Klaha iniziò una carriera solista. Klaha si presentò come artista pop, il suo lavoro da solista comprende ballate per il pianoforte, pezzi per orchestra, ed egli abbandonò lo stile estetico Elegant Gothic Aristocrat. Il suo primo album, "Nostal Lab", fu pubblicato il 4 dicembre 2002; poco dopo, fu seguito dal singolo "Märchen". Entrambi furono accompagnati da piccoli tour live. Dopo "Märchen", Klaha si isolò per circa un anno, riemergendo all'inizio del 2004 con il mini-album "切望" ("Setsubou") e fece un live per accompagnarlo.

## Discografia
Con i  Pride of Mind
First demo tape (1994)
Image Sonic (29 agosto 1994)
Promotional demo tape (data sconosciuta)
Second demo tape (1994/5)
Live video tape (1º novembre 1995)
Systems of Romance - album (11 novembre 1995)
Con i MALICE MIZER
- 白い肌に烂う愛と哀しみの輪舞 [Shiroi Hada ni Kuruu Ai to Kanashimi no Rondo] (26 luglio 2000)
- 薔薇の聖堂 [Bara no Seidou] (23 agosto 2000)
- Gardenia (30 maggio 2001)
- Beast of Blood (21 giugno 2001)
- Garnet ～禁断の園へ～ [Garnet ~Kindan no Sono E~] (30 novembre 2001)
- "Mayonaka ni Kawashita Yakusoku ~Bara no Konrei~" (真夜中に交わした約束～薔薇の婚礼～)"

Solista
Nostal Lab - album (4 dicembre 2002)
Märchen - singolo (2003)
Setsubou (切望) - mini-album (Marzo 2004)